# روغن‌ماهی‌های سیاه‌چرده
روغن‌ماهی‌های سیاه‌چرده (نام علمی: Melanonus) نام یک سرده از راسته روغن‌ماهی‌سانان است.